# Feodora af Slesvig-Holsten-Sønderborg-Augustenborg
Feodora af Slesvig-Holsten-Sønderborg-Augustenborg (Feodora Adelheid Helene Louise Caroline Pauline Alice Jenny; 3. juli 1874 – 21. juni 1910) var en prinsesse af Augustenborg, der var det syvende og yngste barn og den fjerde datter af Hertug Frederik Christian August af Slesvig-Holsten-Sønderborg-Augustenborg i hans ægteskab med Adelheid af Hohenlohe-Langenburg. Hun var lillesøster til Tysklands sidste kejserinde, Augusta Viktoria.
Prinsesse Feodora Adelheid uddannede sig som kunstmaler i Dresden. Hendes læremester var Fritz Mackensen, der var en af grundlæggerne af kunstnerkolonien i Worpswede. Senere blev hun også forfatter og udgav en række værker under pseudonymerne F. Holstein og F. Hugin.